# Flamanville
Flamanville é uma comuna francesa na região administrativa da Normandia, no departamento de Sena Marítimo. Estende-se por uma área de 4,49 km². Em 2010 a comuna tinha 499 habitantes (densidade: 111,1 hab./km²).